# Silke Lippok
Silke Lippok (Alemania, 31 de enero de 1994) es una nadadora alemana especializada en pruebas de estilo libre, donde consiguió ser medallista de bronce mundial en 2011 en los 4 x 100 metros.

## Carrera deportiva
En el Campeonato Mundial de Natación de 2011 celebrado en Shanghái ganó la medalla de bronce en los relevos de 4 x 100 metros estilo libre, con un tiempo de 3:36.05 segundos, tras Países Bajos (oro con 3:33.96 segundos) y Estados Unidos (plata con 3:34.47 segundos).